# ロバート・クロヘシー
ロバート・クロヘシー（Robert Clohessy, 1957年6月10日 - ）は、アメリカ合衆国の俳優。ニューヨークブロンクス出身。

## 出演作品

### テレビ
- LAW & ORDER:性犯罪特捜班
- ブルーブラッド 〜NYPD家族の絆〜
- アンフォゲッタブル 完全記憶捜査
- ボードウォーク・エンパイア 欲望の街
- ホワイトカラー
- LAW & ORDER
- ニュー・アムステルダム
- キッドナップ
- OZ/オズ（ショーン・マーフィー）
- NYPD BLUE 〜ニューヨーク市警15分署
- ホミサイド/殺人捜査課

### 映画
- ウルフ・オブ・ウォールストリート
- 崖っぷちの男
- 16ブロック
- サイキック・ハンド
- エンジェルス
- ガンドッグ/復讐の導火線